# 김태호 (1985년)
김태호(한국 한자: 金泰昊, 1985년 1월 26일 ~ )는 대한민국의 전 축구 선수이며, 포지션은 수비수였다.